# 阿尔布扎诺
阿尔布扎诺（義大利語：Albuzzano），是意大利帕维亚省的一个市镇。总面积15平方公里，人口3261人，人口密度217.4人/平方公里（2009年）。国家统计（ISTAT）代码为018004。